# Carl Charlier
Carl Vilhelm Ludvig Charlier, född 1 april 1862 i Östersund, död 4 november 1934 i Lund, var en svensk astronom.

## Biografi

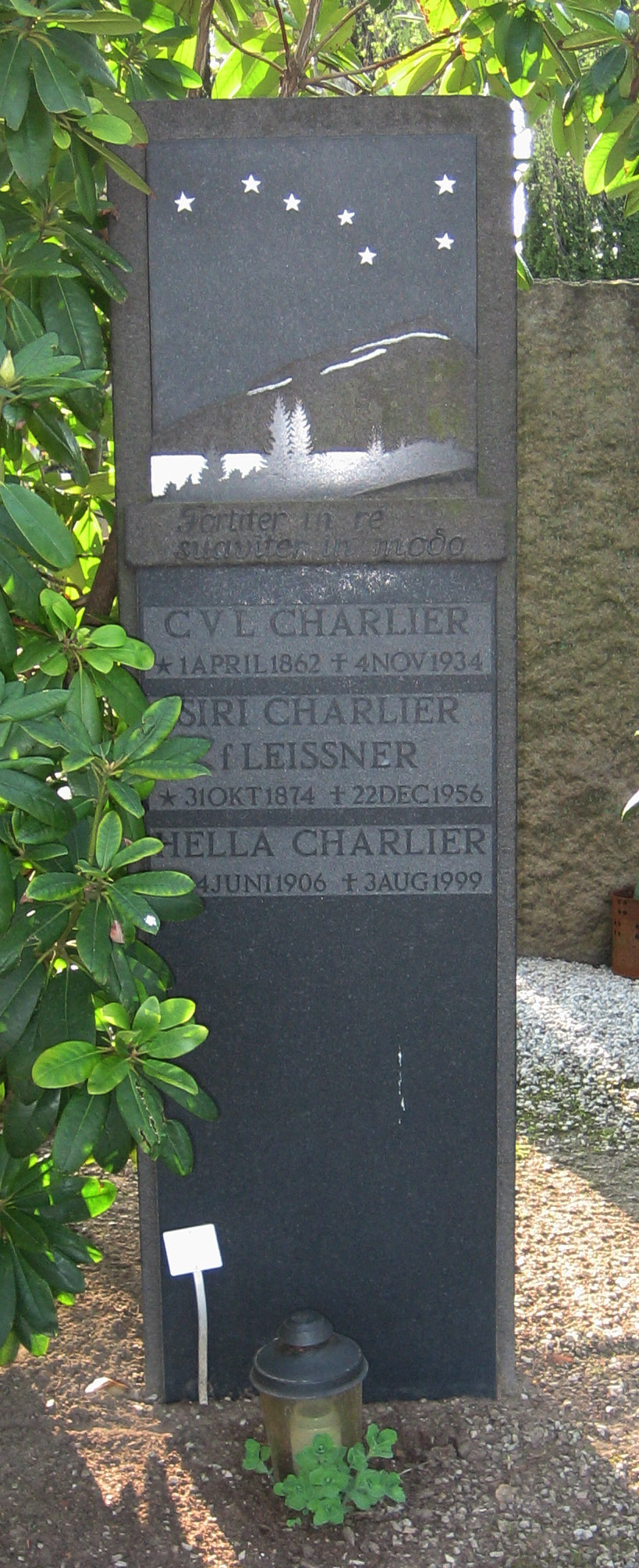
Carl Charliers grav på Norra kyrkogården i Lund.

Carl Charlier var son till inspektören Emmerich Charlier och Aurora Hollstein. Efter studentexamen vid Östersunds högre allmänna läroverk 1880 blev Charlier student vid Uppsala universitet hösten 1881. Han blev fil. kand. där 1882, fil. lic. 13 mars 1886 och disputerade för filosofie doktorsgrad 31 maj 1887. Han studerade vid ryska Pulkovo-observatoriet samt i Tyskland, huvudsakligen Berlin, och i Köpenhamn november 1887 – juni 1888. Han fick sedan forskartjänster vid Uppsala astronomiska observatorium och vid Stockholms observatorium. År 1897 blev han professor i astronomi och chef för Observatoriet vid Lunds universitet. År 1898 invaldes han som ledamot i Kungliga Vetenskapsakademien.
Charlier genomförde omfattande statistiska studier av stjärnor i Vintergatan genom ett mycket stort antal stjärnors positioner och egenrörelser och försökte utveckla en modell över galaxen på basis av dessa data. Han var den som i Sverige grundlade den gren av astronomin som kallas stellarstatistik.
Han förespråkade som en av de tidigaste en hierarkisk uppbyggnad av universum och kom 1922 med ett förslag till How an infinite world may be built up, som bland annat innehöll en fraktal lösning av Olbers paradox.
Charlier var en internationellt hyllad vetenskapsman och översatte 1926–1931 på den svenska regeringens uppdrag Isaac Newtons Philosophiae Naturalis Principia Mathematica från latin till svenska.
Carl Charlier var gift med Siri Leissner. Makarna är gravsatta på Norra kyrkogården i Lund.

## Ärebetygelser

### Priser och utmärkelser
- 1898 – Ledamot av Kungliga Vetenskapsakademien
- 1924 – James Craig Watson-medaljen
- 1932 – Letterstedtska priset för översättningen av Isaac Newtons Naturvetenskapens matematiska principer
- 1933 – Bruce-medaljen

### Objektnamn
- Charlier, krater på månen[11]
- Charlier, nedslagskrater på Mars[12]
- Asteroiden 8677 Charlier[13]

## Publikationer
- Carl Ludwig Charlier : Die Mechanik des Himmels, 1902–1907, Leipzig : Veit, (2 band) (2e edition 1927)